# Charles Evans Hughes
Charles Evans Huges (11. dubna 1862, Glens Falls – 27. srpna 1948, Osterville, Massachusetts) byl americký republikánský politik, právník a předseda Nejvyššího soudu USA.

## Život

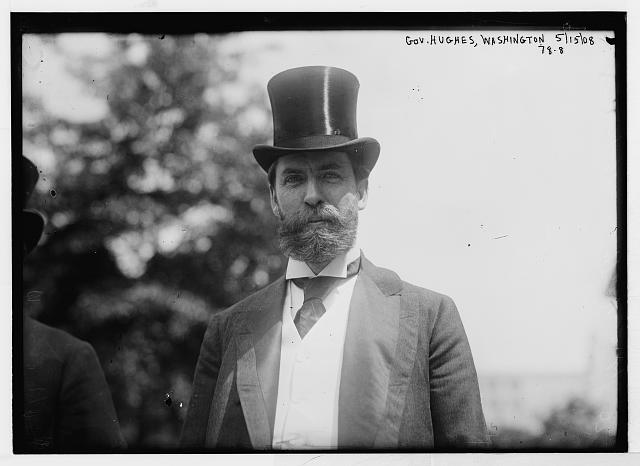
Portrét z roku 1908

Roku 1884 začal právnickou praxi na Wall Streetu, v letech 1907–1910 byl republikánským guvernérem New Yorku.
Jmenován soudcem Nejvyššího soudu USA byl v roce 1910. Pracoval v něm do roku 1916, kdy se postu vzdal ve prospěch republikánské kandidatury na prezidenta USA. Téhož roku prohrál prezidentské volby v poměru 254 ku 277 hlasů volitelů s demokratem Woodrowem Wilsonem. V letech 1921–1926 působil v úřadu ministra zahraničí USA, měl hlavní zásluhu na Washingtonské námořní konferenci.
Předsedou Nejvyššího soudu USA byl jmenován 13. února 1930. Ve věci ústavní legislatury Franlina Delano Roosevelta, zaujal vyvážené stanovisko. Zasadil mu těžkou ránu rozhodnutím ve věci sporu Schechter Poultry Corporation vs. Spojené státy americké, naopak nebyl proti prezidentskému programu Nový úděl. Na svou funkci rezignoval roku 1941.
Do jeho rukou složil třikrát (4. března 1933, 20. ledna 1937 a 20. ledna 1941) přísahu prezident Franklin Delano Roosevelt:
Náboženstvím byl baptistou; stál u zrodu Severní baptistické konvence.

## Citát
- Lidé neumírají přepracováním. Umírají na plýtvání a starostmi.